# A LIFE~사랑스러운 사람~
《A LIFE~사랑스러운 사람~》(일본어: A LIFE〜愛しき人〜)는 2017년 1월 15일부터 3월 19일까지 매주 일요일 21:00 ~ 21:54에 TBS 계열의 〈일요극장〉 시간대에서 방송될 예정인 텔레비전 드라마이다. 주연은 키무라 타쿠야.

## 개요
“사랑스러운 사람”의 단 하나의 “생명”, 둘도 없는 “인생”을 둘러싸고 펼쳐지는 휴먼 러브 스토리.

## 캐스트
- 오키타 카즈아키 - 키무라 타쿠야
- 단죠 미후유 - 타케우치 유코
- 이가와 소타 - 마츠야마 켄이치
- 시바타 유키 - 키무라 후미노
- 사카키바라 미노리 - 나나오
- 단죠 토라노스케 - 에모토 아키라
- 오키타 잇신 - 타나카 민
- 사나다 타카유키 - 코바야시 타카시
- 하무라 케이고 - 오이카와 미츠히로
- 단죠 마사오 - 아사노 타다노부

## 스태프
- 각본 - 하시베 아츠코
- 음악 - 사토 나오키
- 기획 - 우에다 히로키
- 프로듀스 - 세토구치 카츠아키, 히가시나카 케이고
- 연출 - 히라카와 유이치로
- 제작 저작 - TBS

## 방송 일자
| 각 화                                                       | 방송일          | 부제                                              | 연출              | 시청률 |
| ----------------------------------------------------------- | --------------- | ------------------------------------------------- | ----------------- | ------ |
| 제1화                                                       | 2017년 1월 15일 | 돌아온 장인 외과의!! 숙명의 재회                  | 히라카와 유이치로 | 14.2%  |
| 제2화                                                       | 2017년 1월 22일 | 나의 환자!! 양보 할 수 없는 의사의 신념           | 히라카와 유이치로 | 14.7%  |
| 제3화                                                       | 2017년 1월 29일 | 결정!! 환자의 미래를 건 싸움                      | 카토 신           | 13.9%  |
| 제4화                                                       | 2017년 2월 5일  | 너스의 프라이드                                   | 카토 신           | 12.3%  |
| 제5화                                                       | 2017년 2월 12일 | 은사의 의료미스                                   | 히라카와 유이치로 | 13.9%  |
| 제6화                                                       | 2017년 2월 19일 | 궁극의 몬스터 페이션트                            | 키무라 히사시     | 15.3%  |
| 제7화                                                       | 2017년 2월 26일 | 마지막 환자는 14세의 유방암!?                     | 카토 신           | 14.5%  |
| 제8화                                                       | 2017년 3월 5일  | 아버지의 수술!! 뜻밖의 실패...                    | 히라카와 유이치로 | 15.7%  |
| 제9화                                                       | 2017년 3월 12일 | 최종막!! 운명을 쥔 마지막 선택                    | 키무라 히사시     | 14.7%  |
| 제10화                                                      | 2017년 3월 19일 | 구하고 싶어! 사랑스러운 사람의 목숨…숙명의 행방!! | 히라카와 유이치로 | 16.0%  |
| 평균 시청률 14.5% (시청률은 칸토 지구·비디오 리서치사 조사) |                 |                                                   |                   |        |

- 첫회 25분 확대 스페셜.
- 2회 15분 확대 스페셜.
- 9회 10분 확대 스페셜.
- 마지막회 15분 확대 스페셜.